# Cot Ujong Uteuen Garot
Cot Ujong Uteuen Garot är en kulle i Indonesien.   Den ligger i provinsen Aceh, i den västra delen av landet, 1 800 km nordväst om huvudstaden Jakarta. Toppen på Cot Ujong Uteuen Garot är 284 meter över havet.
Terrängen runt Cot Ujong Uteuen Garot är kuperad österut, men västerut är den platt. Havet är nära Cot Ujong Uteuen Garot norrut.Runt Cot Ujong Uteuen Garot är det tätbefolkat, med 257 invånare per kvadratkilometer. Närmaste större samhälle är Banda Aceh, 13,8 km sydväst om Cot Ujong Uteuen Garot. Omgivningarna runt Cot Ujong Uteuen Garot är en mosaik av jordbruksmark och naturlig växtlighet.